# Liste de poètes coréens
Cet article liste des poètes importants et s'exprimant en coréen. La liste est rangée par ordre chronologique.

## 600
- Wonhyo (617–686)
- Choe Chiwon (857-915)
- Kyun Yeo (917—973)
- Ch'oe Ch'ung (984-1068)

## 1000
- Yi Saek (1328-1395 [1396?])

## 1500
- Hwang Jini (1522-1565)
- Seokcheon, alias Kim Gak (1536-1610)

## 1800
- Kim Byung-yŏn (nom de plume : Kim Sakkat)[1] (1820 ? - 1880 ?)
- Han Yong-un (1879-1944)
- Choe Nam-seon (1890-1957)
- Kim Myung-son (1896-1951)
- Kim Ok (1896-?)
- Min Won-sik (1886-1921)

## 1900
- Chu Yo-han (1900-1979)
- Yi Sang-hwa (1901-1943)
- Kim So-wol (1902-1934)
- Chông Chi-yong (1902-1950)
- Kim Yeong-nang (1903-1950)
- Lee Eun-sang (1903-1982)
- Yi Yuk-sa (1904-1944)
- Im Hwa (1908-1953)
- Yu Chi-hwan (1908-1967)
- Kim Ki-rim (en) (1908-?)
- Yi Sang (1910-1937)
- Baek Sok(1912~1996)
- Noh Cheonmyeong (1912-1957)
- Kim Hyunseung (1913-1975)
- Sô Chông-ju (1915-2000)
- Park Mok-wol (1916-1978)
- Yun Dong-ju (1918-1945)
- Kim Kyungrin (1918–2006)
- Ku Sang (1919-2004)
- Park Nam-su (1919-1994)

## 1920
- Cho Chi-hun (1920-1968)
- Kim Sang-ok (1920-2004)
- Kim Soo-young (1921-1968)
- Kim Kyu-yong (Kim Kku) (1922-2001)
- Kim Ch'un-su (1922-2004)
- Hong Yun-suk (1925-)
- Park Yong-rae (1925-1980)
- Kim Jong-gil (1926-1956)
- Park In-hwan (1926-1956)
- Kim Nam-jo (1927-)
- Mun Dok-su (1928-)
- Kim Gwangrim (1929-)

## 1930
- Ynhui Park (1930-)
- Park Yee-moon (1930-)
- Cheon Sang-byeong (1930-1993)
- Sung Chan-gyeong (1930-2013)
- Ko Un (1933-)
- Park Jaesam (1933-)
- Lee Hyeonggi (1933-)
- Kim Hu-ran (1934-)
- Ko Chang Soo (1934-)
- Shin Kyeong-nim (1936-)
- Lee Ze-ha (1937-)
- Hwang Tong-gyu (1938-)

## 1940
- Yu Anjin (1941-)
- Kim Jong-hae (1941-)
- Kim Kwang-kyu (1941-)
- Lee Sungboo (1942-2012)
- Choi Seungho (1942-)
- Cheon Yang-hee (1942-)
- Oh Se-young (1942-)
- Oh Takbeon (1943-)
- Lee Garim (1943-)
- Kim Young-moo (1944-2001)
- Kim Sinyong (1945-)
- Kang Eun-gyo (1945-)
- Cheon Sang-byeong (1945-)
- Bok Koh-il (1946-)
- Kim MyungIn (1946-)
- Park Hee-Jin (1947-)
- Kim Jong-chul (1947-)
- Moon Chung-hee (1947-)
- Oh Kyu Won (1947-)
- Cho Jung-kwon (né en 1949)

## 1950
- Jeong Ho-seung (1950-)
- Yi Seong-bok (1952-)
- Hwang Ji-u (1952-)
- Kim Seung-hee (1952-)
- Lee Yountaek (1952-)
- Do Jong-hwan (1954-)
- Kim Jeong-hwan (1954-)
- Kwak Jae-gu (1954-)
- Ko Hyeong-ryeol (1954-)
- Kim Yeong-hyeon (1955-)
- Choi Jeongrye (1955-)
- Pak No-hae (1956-)
- Kim Sa-in (1956-)
- Chae Ho-ki (1957-)
- Kim Ki-taek (1957-)
- Hwang In-suk (1958-)

## 1960
- Gi Hyeong-do (1960-1989)
- Lee Hye-gyeong (1960-)
- Choi Young-mi (1961-)
- Jang Jung-il (1962-)
- Jon Kyongnin (1962-)
- Ha Seung-moo (1964-)
- Seong Bong-su (1964-)
- Heo Su-gyeong (1964-)
- Park Jeong-dae (1965-)
- Jang Seok-nam (1965-)
- Na Huideok (1966-)
- Jang Cheol-mun (1966-)
- Lee Jang-wook (1968-)

## 1970
- Kim Seon-u (1970-)
- Moon Taejun (1970-)
- Han Kang (1970-)
- Kim Eon (1973-)
- Shin Yong-mok (1974-)
- Yi Geun-hwa (1976-)
- Kim Kyung-ju (1976-)